# Georges Duval
Georges-Louis-Jacques Labiche, detto Georges Duval (Valognes, 26 ottobre 1772 – Parigi, 21 maggio 1853), è stato un drammaturgo francese.

## Biografia
Duval era originariamente destinato allo stato ecclesiastico, ma avvenuta la Rivoluzione all'età di 17 anni, iniziò la professione di notaio e contemporaneamente iniziò a scrivere commedie per piccoli teatri. Dal 1805 al 1835 svolse un incarico nel servizio pubblico come capo ufficio presso il Ministero dell'Interno, che gli lasciò tutto il tempo per dedicarsi all'intensa attività drammatica sotto lo pseudonimo di "Georges Duval". Lavorando soprattutto per piccoli teatri ai quali diede 70 commedie, Duval compose un numero molto elevato di vaudeville, molti dei quali in collaborazione con Armand Gouffé, Vieillard, Théophile Marion Dumersan, Marc-Antoine Madeleine Désaugiers, Dorvigny, Rochefort, Gaëtan, Dossion, Bonel, de Servières, Tournay, René de Chazet e Rouel (di Caen). La sua pièce qui n'en est pas une (1801) era originale in quanto era una specie di parata che veniva eseguita tanto nella sala quanto sul palco, e da allora è stata spesso imitata.
Di genere più serio, ha pubblicato un Dictionnaire abrégé des mythologies de tous les peuples policés ou barbares, tant anciens que modernes, oltre ai Souvenirs de la Terreur e ai Souvenirs thermidoriens, opera in cui Duval attacca la Rivoluzione francese.

## Opere

### Teatro
- 1799: Clément Marot, aneddotico vaudeville in 1 atto, con Armand Gouffé;
- 1799: Vadé à la grenouillère, folie poissarde in 1 atto e in prosa, mescolato con vaudeville, con Armand Gouffé;
- 1799: Piron à Beaune, asineria aneddotica in 1 atto e in prosa, mescolato con vaudeville, con Armand Gouffé;
- 1799: Le Val-de-Vire, ou le Berceau du vaudeville, divertissement in 1 atto e in prosa, mescolato con vaudeville, con Armand Gouffé;
- 1800: Garrick double, ou les acteurs anglais, commedia in 1 atto e in prosa mista a vaudeville, con Armand Gouffé;
- 1800: Cri-Cri, ou le Mitron de la rue de l'Ourcine, folie-grivoise in 1 atto e in vaudeville, con Armand Gouffé;
- anno IX (1800): Midi, ou un coup d'œil sur l'an huit, vaudeville in un atto con Frédéric Gaëtan;[2]
- anno IX (1801): Fagotin, ou l'espiègle de l'isle Louvier, Vaudeville-parade in 1 atto;[3]
- 1802: L'Auberge de Calais, commedia in un atto e in prosa, con Pierre-Jacques-André Bonel;[4]
- 1801: Philippe le Savoyard, ou l'origine des ponts-neufs, con René de Chazet e Gouffé;
- 1802: Parchemin, ou le greffier de Vaugirard;
- 1802: M. Seringa, ou la Fleur des apothicaires, in 1 atto e in prosa, mescolato con vaudeville, con Armand Gouffé;
- 1803: Jean Bart, con F. Ligier e Joseph Servière;
- 1803:  Clémence-Isaure, ou les Jeux Floraux , divertissement in 1 atto e in prosa mista a vaudeville, con Armand Gouffé;
- 1804: L'Anguille de Melun;
- 1805: Jeanneton colère, con Servière;
- 1805: M. Vautour, ou le Propriétaire sous les scellés, con Marc-Antoine Madeleine Désaugiers e Mathieu-Jean-Baptiste Nioche de Tournay;
- 1805: Ildamor et Zuléma, ou l'étendard du prophète;
- 1805: La Pièce qui n'en est pas une, con P. G. A. Bonel e Servière;
- 1806: L'Auteur soi-disant, commedia in un atto e in versi;
- 1806: Chapelle et Bachaumont, con Pierre-Ange Vieillard;
- 1806: Monsieur Giraffe, ou La mort de l'ours blanc, vaudeville in 1 atto, con Auguste-Mario Coster, René de Chazet, Désaugiers, Francis baron d'Allarde, Jean-Toussaint Merle, Charles-François-Jean-Baptiste Moreau de Commagny, André-Antoine Ravrio e Joseph Servières;
- 1808: Le Retour au comptoir ou l'Éducation déplacée;
- 1809: Malherbe, con Vieillard;
- 1810: Monsieur Mouton, ou le déjeuner d'un marchand de laine, con Auguste Coster;
- 1812: Mon cousin Lalure, con Edmond Amelot;
- 1812: La Mouche du coche, ou Monsieur Fait-tout, con Dossion;
- 1814: Une Journée à Versailles, ou le Discret malgré lui, commedia in 3 atti e in prosa;
- 1815: La Soirée des Tuileries;
- 1816: Le Chemin de Fontainebleau, con Edmond Rochefort;
- 1817: Werther ou les égarements d'un cœur sensible, con Rochefort, parodia spirituale dal romanzo di Goethe;
- 1823: Les Cancans, ou les cousines à Manette, con Pierre Carmouche e Armand-François Jouslin de La Salle;[5]
- 1824: La Pénélope de la cité, ou le Mentor de la jeunesse, con Rochefort e Jouslin de La Salle;
- 1826: Le Mari impromptu, ou la coutume anglaise, in 3 atti;
- 1827: Les Contrebandiers, ou le vieux gabelou, con Rochefort;
- 1830: L'Adjoint dans l'embarras, ou le pamphlet;

### Scritti di Storia
- 1800: Dictionnaire abrégé des mythologies de tous les peuples policés ou barbares, tant anciens que modernes, Barba, Paris, in-12°;
- 1841-1842: Souvenirs de la terreur de 1788 à 1793, Werdet, Paris;
- 1843: Souvenirs thermidoriens, V. Magen, Paris;

### Altro
- 1876: Frédérick Lemaître et son temps, 1800-1876, Tresse, Paris;